# Doña Ana
Doña Ana statisztikai település az Amerikai Egyesült Államok Új-Mexikó államában, Doña Ana megyében. Lakosainak száma 874 fő (2020. április 1.).

## Népesség
A település népességének változása:
| Lakosok száma | 1379 | 1211 | 874  |
|               | 2000 | 2010 | 2020 |